# Lepanthes candida
Lepanthes candida är en orkidéart som beskrevs av Endres och Carlyle August Luer. Lepanthes candida ingår i släktet Lepanthes och familjen orkidéer. Inga underarter finns listade i Catalogue of Life.